# Englerophytum laurentii
Englerophytum laurentii är en tvåhjärtbladig växtart som först beskrevs av De Wild., och fick sitt nu gällande namn av Ined. Englerophytum laurentii ingår i släktet Englerophytum och familjen Sapotaceae.

## Underarter
Arten delas in i följande underarter:
- E. l. laurentii
- E. l. lundense